# Valea Grădiștei, Vâlcea
Valea Grădiștei este un sat în comuna Grădiștea din județul Vâlcea, Oltenia, România.
Face parte din comuna Grădiștea.